# Богденешть (Скорцень, Бакеу)
Богденешть, Богденешті (рум. Bogdănești) — село у повіті Бакеу в Румунії. Входить до складу комуни Скорцень.
Село розташоване на відстані 245 км на північ від Бухареста, 17 км на захід від Бакеу, 91 км на південний захід від Ясс, 134 км на північний схід від Брашова.

## Населення
За даними перепису населення 2002 року у селі проживали 74 особи, усі — румуни. Усі жителі села рідною мовою назвали румунську.